# Léon Soulier
Pour les articles homonymes, voir Soulier (homonymie).
Léon-Raymond Soulier, né le 13 janvier 1924 au Malzieu-Forain et mort le 25 décembre 2016 à Chirac, commune de Bourgs-sur-Colagne, est un évêque catholique français, évêque de Limoges de 1988 à 2000.

## Repères biographiques
Léon Soulier est ordonné prêtre le 7 septembre 1947.
Nommé évêque de Pamiers le 22 juin 1971, il est consacré le 12 septembre suivant.
Le 9 juillet 1987, il est nommé évêque coadjuteur de Limoges. Il en devient évêque titulaire un an plus tard, le 13 juillet 1988.
Il est élu pour participer au synode des évêques de 1994
Il prend sa retraite le 24 octobre 2000.